# Корельське (Архангельська область)
Корельське (рос. Корельское) — присілок в Онезькому районі Архангельської області Російської Федерації.
Населення становить 1 особу. Входить до складу муніципального утворення Порозьке поселення.

## Історія
Від 2004 року входить до складу муніципального утворення Порозьке поселення.

## Населення
| 1859 | 1905 | 1918 | 1922 | 2002 | 2010 | 2012 |
| ---- | ---- | ---- | ---- | ---- | ---- | ---- |
| 239  | ↗453 | ↗470 | ↘422 | ↘4   | →4   | ↘1   |